# Satyagraha

Eine Interpretation der Satyagraha-Lehre

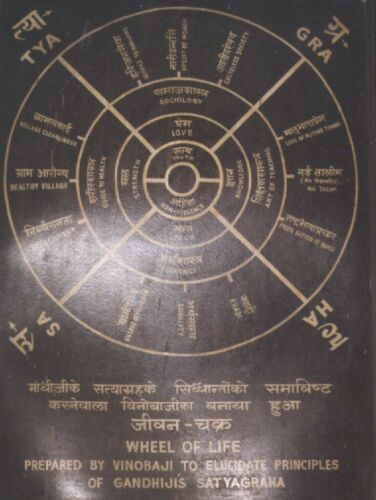
Lehrtafel für Satyagraha im Sabarmati-Aschram

Satyagraha (Sanskrit सत्याग्रह satyāgraha) ist eine von Mohandas Gandhi ab seinem Lebensabschnitt in Südafrika entwickelte Grundhaltung, die (als politische Strategie) im Kern darauf beruht, die Vernunft und das Gewissen des Gegners anzusprechen durch
- die eigene Gewaltlosigkeit (non-violence, Ahimsa) und
- die Bereitschaft, Schmerz und Leiden auf sich zu nehmen (soul force).

Hintergedanke ist, den Gegner „umzudrehen“, ihn als Verbündeten und Freund für die eigene Sache zu gewinnen. Diese Strategie gründet sich auf die Idee, dass der Appell an Herz und Gewissen des Gegners effektiver ist als ein Appell, der sich auf Drohungen oder Gewalt stützt. Gewalt führt nach Gandhi – gegebenenfalls mit zeitlicher Verzögerung – nur zu Gegengewalt. Gewaltlosigkeit dagegen unterbricht die Gewaltspirale und ist in der Lage, den Gegner auf die eigene Seite zu ziehen.
Gandhi sieht Satyagraha nicht als eine Waffe der Schwachen, sondern als eine Waffe der geistig und moralisch Stärksten.

## Begriffsklärungen

### Die Bezeichnung
Das Wort Satyagraha ist eine von Gandhi erdachte Zusammensetzung zweier anderer Wörter:
- satya- (सत्य-), (n.): das Ideal (wie etwas sein sollte, die Wahrheit); (adj.): wirklich, ursprünglich, echt (Satya ist abgeleitet von Sat, das Sein bedeutet) und
- ā-graha- (आग्रह-), (v.): stark an etwas festhalten; (m.): Bestehen auf etwas, Beharrlichkeit, Hartnäckigkeit, Enthusiasmus.

Satyagraha bedeutet somit wörtlich „das Ergreifen der Wahrheit“, d. h. „an der Wahrheit festhalten“. Im übertragenen Sinne ist „die Kraft der Wahrheit“ (truth force) gemeint.
Dies stellt eine im Hindi übliche Praxis der Erweiterung des Wortschatzes dar, ähnlich wie die zusammengesetzten Wörter im Deutschen. Der Begriff Satyagraha sollte seinen Anhängern deutlich machen, worum es Gandhi bei der Durchsetzung der Bürgerrechte von Indern in Südafrika ging. Das Wort Satyagraha wurde in einem Preisausschreiben gefunden, da es im Hindi zu dieser Zeit keinen etablierten Begriff für diesen Zusammenhang gab.
Sein Neffe schlug „Sadagraha“ (Festhalten am Guten) vor, Gandhi verbesserte es und machte „Satyagraha“ daraus. „Festhalten an der Wahrheit“ bedeute dieses Neuwort, das es zuvor in keiner indischen Sprache gab. Damit sollte die politische Praxis der bewussten Übertretung ungerechter Gesetze bezeichnet werden. Gandhi definiert den Ausdruck als: „Sich an die Wahrheit halten, Kraft an Wahrheit, Kraft der Liebe, oder Kraft der Seele“ und endlich: „Triumph der Wahrheit, Sieg der Wahrheit durch die Kräfte der Seele und der Liebe“.
So nannte Gandhi seine Gefolgsleute auch „Satyagrahi“, die, durch ein gemeinschaftlich abgelegtes Gelübde zusammengehalten, auf seinem Salzmarsch als Ausdruck zivilen Ungehorsams gegen das Salzmonopol der Briten sowohl für die Kontrolle der Menschenmengen wie auch für die entsprechende Propagandaarbeit geschult waren.
Im Westen wird Satyagraha vielfach verwechselt mit Ahimsa (Gewaltfreiheit), einem anderen von Gandhi benutzten Sanskrit-Wort.

### Begriff Passiver Widerstand
Satyagraha diente Gandhi zur Abgrenzung vom Begriff des Passiven Widerstands, den er als eine Waffe der Schwachen ansah. Passiver Widerstand vermeidet Gewaltanwendung lediglich mangels der Verfügbarkeit von Waffen für die Schwachen, schließt Gewalt jedoch nicht grundsätzlich aus.

### Begriff Ziviler Ungehorsam
Ziviler Ungehorsam ist nach Gandhi ein Teilbereich von Satyagraha, der vom Begriff her vermutlich auf Henry David Thoreau zurückgeht und im Kern den Bruch unmoralischer Gesetze, insbesondere das Nichtzahlen von Steuern, vorsieht. Der Satyagrahi ruft die Sanktionen des ungerechten Gesetzes auf gewaltfreie Weise hervor und duldet in freundlicher Gesinnung etwa seine Inhaftierung.
„Die Aussage, ich hätte meine Idee des Zivilen Ungehorsams aus den Schriften Thoreaus abgeleitet, ist falsch. Der Widerstand gegen die Obrigkeit in Südafrika war bereits weit fortgeschritten, bevor ich den Aufsatz erhielt … Als ich den Titel von Thoreaus großartigem Aufsatz sah, begann ich seinen Ausdruck zu verwenden, um den englischen Lesern unseren Kampf zu erklären. Ich fand jedoch, dass selbst ‚Ziviler Ungehorsam‘ nicht die ganze Bedeutung des Kampfes vermittelte. Deshalb übernahm ich den Ausdruck ‚Ziviler Widerstand‘.“

### Begriff Non-Cooperation
Non-cooperation (dt.: Nicht-Zusammenarbeit) bezeichnet vor allem den Rückzug aus der Kooperation mit einem korrupten System. Non-cooperation schließt zivilen Ungehorsam im strengen oben beschriebenen Sinne aus und ist daher ein sicheres Mittel für die Massen.

## Prinzipien
Nach Gandhi muss der perfekte Satyagrahi ein nahezu, wenn nicht sogar vollständig, perfekter Mensch sein („A perfect Satyagrahi has to be almost, if not entirely, a perfect man.“).

### Gelübde
Ein Gelübde abzulegen ist nach Gandhis Auffassung kein Zeichen von Schwäche, sondern von Stärke. Ein Gelübde bedeutet nach Gandhis Definition: „um jeden Preis etwas tun, was man tun sollte“.
Jemand, der sagt, er würde etwas tun „soweit möglich“, verrät nach Gandhis Auffassung entweder seinen Stolz oder seine Schwäche. Etwas „soweit möglich“ zu tun hieße danach, der ersten Versuchung zu erliegen. Man könne z. B. Wahrheit nicht „soweit möglich“ beachten.
Der Satyagraha-Kämpfer unterwirft sich folgenden Gelübden, die nach Gandhi zugleich das Fundament der Entwicklung geistig-seelischer Stärke darstellen. Ähnlichkeiten bestehen teilweise zu den Geboten von Yama und Niyama, wie sie von Patanjali als erste Stufen des Raja Yoga in den Yoga Sutras formuliert wurden.

#### Die ersten vier Gelübde
- Wahrheit
- Gewaltlosigkeit (ahimsa) oder Liebe
- Keuschheit (brahmacharya)
- Besitzlosigkeit

#### Die restlichen sieben Gelübde
- Mut, Furchtlosigkeit, Tapferkeit
- Diät
- Nicht stehlen
- Brot-Arbeit
- Gleichberechtigung der Religionen
- Ablehnung der Unberührbarkeit (bezieht sich auf die Kaste der Unberührbaren, siehe auch Kastenwesen)
- Regionales Wirtschaften (Swadeshi, gemeint ist hier der Boykott von britischen Waren. So forderte Gandhi, dass Inder nur noch indische, am besten selbstgewebte Kleidung tragen sollten und wob auch selber täglich)

### Führungsprinzip der Freiwilligkeit
Das Führungsprinzip der Satyagraha-Strategie ist Freiwilligkeit. Strikte Disziplin und Gehorsam basieren auf Freiwilligkeit und Überzeugung, so dass Führung ausschließlich auf der Charakterstärke und Pflichterfüllung der Führung, nicht auf Zwang beruht. Das Bindeglied zwischen Führung und Geführten ist Vertrauenswürdigkeit bzw. Vertrauen.

## Methoden

### Petitionen
Gandhi verband Petitionen mit folgender Gedankenführung bzw. Ankündigung gegenüber den Regierenden:
„Wenn Sie uns unsere Forderung nicht zugestehen, sollten wir nicht länger Ihre Petitionssteller bleiben. Sie können uns nur so lange regieren, als wir die Regierten bleiben; wir sollten dann nicht länger irgendwelche Abmachungen mit Ihnen haben oder halten.“ (Gandhi, Satyagraha, S. 14)

### Nichtzusammenarbeit
Satyagraha kann die Form der Non-cooperation annehmen. In diesem Falle ist es nicht Non-cooperation mit dem Übeltäter, sondern Non-cooperation mit der verwerflichen Tat. Der Satyagrahi kooperiert mit dem Übeltäter dort, wo er positive Ansätze sieht (siehe hierzu auch das Prinzip der positiven Verstärkung), da er keinen Hass ihm gegenüber empfindet. Ganz im Gegenteil, der Satyagrahi empfindet ausschließlich Freundschaft für die Person des Übeltäters. Durch die Kooperation mit ihm in allem, was nicht schlecht ist, gewinnt der Satyagrahi den Übeltäter für die Loslösung von schlechten Taten. Der Satyagrahi-Kämpfer besitzt unbegrenzte Leidensfähigkeit ohne Vergeltungsdrang. Formen der Non-cooperation, die Gandhi allerdings mit höchster Vorsicht gebrauchte, da sie den Zorn der Regierung erregen und den Menschen mehr Nachteile bringen könnten, sind:
- Aufgabe von Titeln und Ehrungen, die durch die Regierung verliehen wurden
- Rücktritt von Regierungsdiensten
- Rückzug aus Polizei und Militär
- Nichtzahlung von Steuern
- Boykott der Gerichte, Schulen und Verwaltungen bei gleichzeitigem Betreiben entsprechender Institutionen zur Wahrung der Funktionen

### Fasten
Satyagraha kann nach Gandhi die Form von Fasten annehmen. In diesem Falle ist keinerlei selbstbezügliches Motiv gestattet, sondern das Fasten ist nach Gandhi durch höchste Demut vor der Pflichterfüllung und Liebe für den Gegner gekennzeichnet. Zweck ist Selbstreinigung, da die Unfähigkeit, den Gegner zu überzeugen, ein eigenes Defizit des Satyagrahi offenlegt. Der Gegner soll überzeugt und nicht gezwungen werden, gegen seine Überzeugung zu handeln. Fasten ist eine Art ultima ratio, wenn alle anderen Methoden gescheitert sind und wenn man völlig von der Richtigkeit des eigenen Standpunkts überzeugt ist. Es darf nach Gandhis Ansicht niemals für persönliche Gewinne missbraucht werden.

### Ziviler Ungehorsam
Ziviler Ungehorsam (civil disobedience) bedeutet gewaltlosen Widerstand der Massen nach Scheitern von Verhandlungen und Ausschöpfung verfassungsmäßiger Rechte gegen unmoralische und schädliche Gesetze.
Die Menschen, die die Gesetze brechen, begegnen den Gesetzeshütern mit vollkommener Höflichkeit und Freundlichkeit und versuchen, den Gegner wenn irgend möglich nicht zu verärgern oder zu provozieren.

## Künstlerische Verarbeitung des Themas

### Musik
Philip Glass komponierte Ende der 1970er eine Oper in drei Akten mit dem Titel Satyagraha als Auftragswerk der Stadt Rotterdam. Er zeichnet mit Mitteln der minimalistischen Musik die Entwicklung Gandhis in Südafrika nach. Die Oper handelt von der Zeit, die Gandhi in Südafrika verbrachte (1893–1914) und im Kampf um den „Black Act“ das Konzept Satyagraha entwickelte, welches schließlich durch gewaltfreie Aktionen die Rücknahme des Gesetzes bewirkte.
Nach seiner Uraufführung im Jahr 1980 durch Bruce Ferden in Rotterdam erlebte Satyagraha 1981 in der Inszenierung Achim Freyers am Staatstheater Stuttgart unter der Leitung von Dennis Russell Davies seine deutsche Erstaufführung. Freyers Inszenierung wurde später von den Wuppertaler Bühnen übernommen. Das Werk steht seither regelmäßig auf den Spielplänen bedeutender Opernhäuser.
Die Oper beginnt mit einer Einführung der Thematik im Rahmen einer Szene aus der Bhagavad Gita, das Sanskrit des Textes wird über das gesamte Werk beibehalten. Die drei Akte stehen jeweils unter einer spirituellen Leitfigur: Leo Tolstoi, mit dem Gandhi einen intensiven Schriftwechsel führte, Rabindranath Tagore, die einzige lebende moralische Autorität, die Gandhi anerkannte, und Martin Luther King jr., der „Gandhi des modernen Amerika“. Damit sind auch drei Aspekte des Satyagraha thematisiert, die Verbindung von Politik und Spiritualität, die moralische Verantwortung des Individuums sowie die Praxis der Gewaltfreiheit. „Tolstoi, Tagore und King repräsentieren die Vergangenheit, Gegenwart und Zukunft von Satyagraha.“ (Philip Glass).

„Satyagraha stellt einen gewaltigen Unterschied zum gewöhnlichen Opernspektakel dar. Es ist ein Werk, das ganz und gar auf einer moralischen, ja religiösen Ebene angesiedelt ist – mehr Ritual als Unterhaltung, mehr Mysterienspiel als Oper“ (Zitat aus dem Beiheft zur CD).

### Science Fiction
Der englische Schriftsteller Eric Frank Russell hat das Prinzip der Satyagraha mit einem Augenzwinkern in der Science-Fiction-Kurzgeschichte And Then There Were None verarbeitet, die in deutscher Sprache in verschiedenen Sammelbänden unter den Titeln Keine Macht der Erde, … dann war’n sie alle futsch und Planet des Ungehorsams erschienen ist.

## Weiterführende Hinweise
- Durchbrechen der Eskalation von Konflikten und Strategie des Nicht-Reagierens sind inzwischen wissenschaftlich anerkannte Verhandlungs- und Konfliktlösungsmethoden.
- Gandhis Konzeption könnte Hinweise darauf liefern, dass es neben der von Vilfredo Pareto entwickelten Elitenkonzeption von Systemeliten und Systemopposition eine dritte Möglichkeit von Eliten gibt: Eliten geistiger Stärke.
- Hinzuweisen ist in diesem Zusammenhang auch auf Gandhis zweites strategisches Konzept, das des Swadeshi (= Verbindung von Ökologie und regionalen Wirtschaftskreisläufen)
- Hinweis auf das Lernprinzip der positiven Verstärkung
- Führungsprinzip Vertrauen

## Verwandte Ansätze
- Auf Gandhis Konzept baut die Gütekraft-Forschung auf.

- Die Gewaltfreie Kommunikation (auch: Wertschätzende Kommunikation) nach Marshall Rosenberg wurde auch von den Lehren Gandhis beeinflusst. Im Standardwerk zur GFK ist bereits im Vorwort von Ahimsa die Rede.[7] Rosenberg stellt auch klar, dass seine Lehre eine spirituelle Komponente besitzt.[8][9]

- Die späteren philosophisch-religiösen Schriften von und ein Briefwechsel mit Leo Tolstoi bildeten eine wichtige Quelle für Gandhis Satyagraha-Lehre. Tolstois Überzeugungen von der Gewaltlosigkeit wurden vom Psychologen William James in dessen letzter Schrift The Moral Equivalent of War als moralische Alternative zum Krieg angesehen.[10][11]

### Primärliteratur
- Mohandas Karamchand Gandhi: Non-Violent Resistance (Satyagraha), Dover Publications, Mineola (New York) 2001, ISBN 978-0-486-41606-9
- Mohandas Karamchand Gandhi: Non-Violent Resistance (Satyagraha), Schocken Books, New York 1961
- Mohandas Karamchand Gandhi: Non-Violent Resistance (Satyagraha), Navajivan Publishing House, Ahmedabad 1951

- Mohandas K. Gandhi: Hind Swaraj bzw. Indian Home Rule, Ausgaben von 1908/1922/1938 in der englischsprachigen Wikisource.[12]

### Sekundärliteratur
- Dietmar Rothermund: Mahatma Gandhi. Eine politische Biografie. Piper, München 1989, ISBN 3-492-02882-9.
- Ronald Stuart McGregor (Hrsg.): Oxford Hindi-English Dictionary. Oxford University Press, Oxford 1993, ISBN 0-19-864317-9.
- Michael Nagler (Hrsg.): The Search for a Nonviolent Future:. A Promise of Peace for Ourselves, Our Families, and Our World. New World Library 2004, ISBN 1-930722-40-0.
- Sudhir Chandra (dir.) [articles by various authors], Violence and Non-violence across Time. History, Religion and Culture, Routledge / Taylor & Francis, Londres et New York, 2018 (part. pp. 247-314).
- Dieter Conrad, Gandhi und der Begriff des Politischen, W. Fink 2006, ISBN 978-3-7705-4312-0